# Tipula pseudopruinosa
Tipula pseudopruinosa là một loài ruồi trong họ Ruồi hạc (Tipulidae). Chúng phân bố ở vùng sinh thái Palearctic.